# Станіславув (Серадзький повіт)
Станіславув (пол. Stanisławów) — село в Польщі, у гміні Злочев Серадзького повіту Лодзинського воєводства.
Населення — 55 осіб (2011).
У 1975-1998 роках село належало до Серадзького воєводства.

## Демографія
Демографічна структура станом на 31 березня 2011 року:
|          | Загалом | Допрацездатний вік | Працездатний вік | Постпрацездатний вік |
| -------- | ------- | ------------------ | ---------------- | -------------------- |
| Чоловіки | 27      | 5                  | 16               | 6                    |
| Жінки    | 28      | 3                  | 15               | 10                   |
| Разом    | 55      | 8                  | 31               | 16                   |